# Dino Compagni
Dino Compagni (* ca. 1246/1247 in Florenz; † 26. Februar 1324 ebenda) war ein florentinischer Kaufmann, Politiker und Chronist.

## Leben

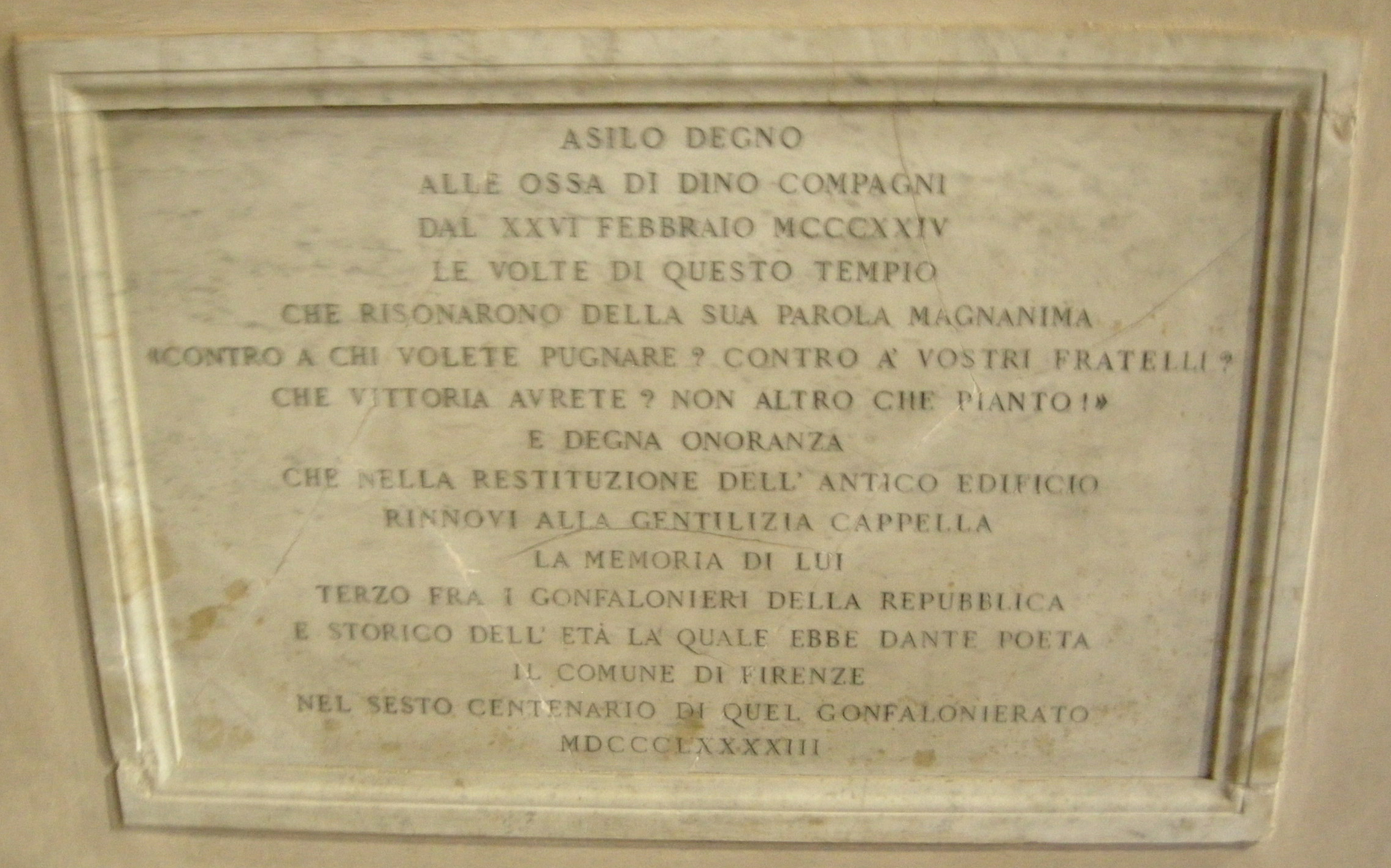
Gedenktafel für Dino Compagni, von der Kommune Florenz 1893 gestiftet.

Der aus einer etablierten florentinischen Familie stammende Dino Compagni war erfolgreich als Tuchhändler tätig und Mitglied der Seidenwebergilde von Por Santa Maria, deren Vorsteher er insgesamt sechsmal war. Dino war auch politisch aktiv, er zählte zur Gruppe der sogenannten „weißen Guelfen“, die in der Regel mehr pro-kaiserlich eingestellt waren als die sogenannten „schwarzen Guelfen“. Dino setzte sich für Reformen in der Florentiner Kommune ein, die auf eine stärkere Mitwirkungen der Popolanen setzte. 1282 war er maßgeblich an der Etablierung der Gildenherrschaft in Florenz beteiligt: In diesem Jahr wurde eine Gruppe von (zunächst drei, dann sechs) Prioren eingesetzt, die die Regierungsgeschäfte der Kommune führten und die aus den großen Gilden und den einzelnen Stadtteilen gewählt wurden. An der Spitze der Regierung stand nun der Gonfaloniere. Dieses Amt wurde von Dino 1293 selbst bekleidet.
1289 und 1301 war Dino einer der Prioren. Als 1301 die weißen Guelfen aus Florenz vertrieben wurden, blieb Dino das Exil (anders als etwa Dante) aufgrund seiner Amtsposition und den damit verbundenen rechtlichen Privilegien erspart, doch spielte er fortan in dem politischen Leben der Stadt keine Rolle mehr.
Dino ging in der Folgezeit seinen Geschäften nach und verfasste zwischen 1310 und 1312/1313 eine Chronik der Stadt Florenz in drei Büchern (Cronica delle cose occorrenti ne’ tempi suoi), in der die Kämpfe zwischen weißen und schwarzen Guelfen eine zentrale Rolle spielen. Dino beschränkte sich auf den Zeitraum zwischen den 1280er Jahren und 1312. Das Werk bricht in der Darstellung des Italienzuges Heinrichs VII. ab, in den Dino große Hoffnungen bezüglich einer Stabilisierung der Verhältnisse in Italien gesetzt hatte. Dino war in seiner Chronik bestrebt, die Motive der handelnden Personen und die politischen Hintergründe zu beschreiben und auch zu bewerten, womit das Werk deutlich über eine reine Chronik hinausgeht. Besonders kritisch betrachtet Dino die Politik der schwarzen Guelfen in Florenz. Literarisch ist das Werk reizvoll und lebendig gestaltet. Es bietet wertvolle Informationen für diese Phase der florentinischen Geschichte.

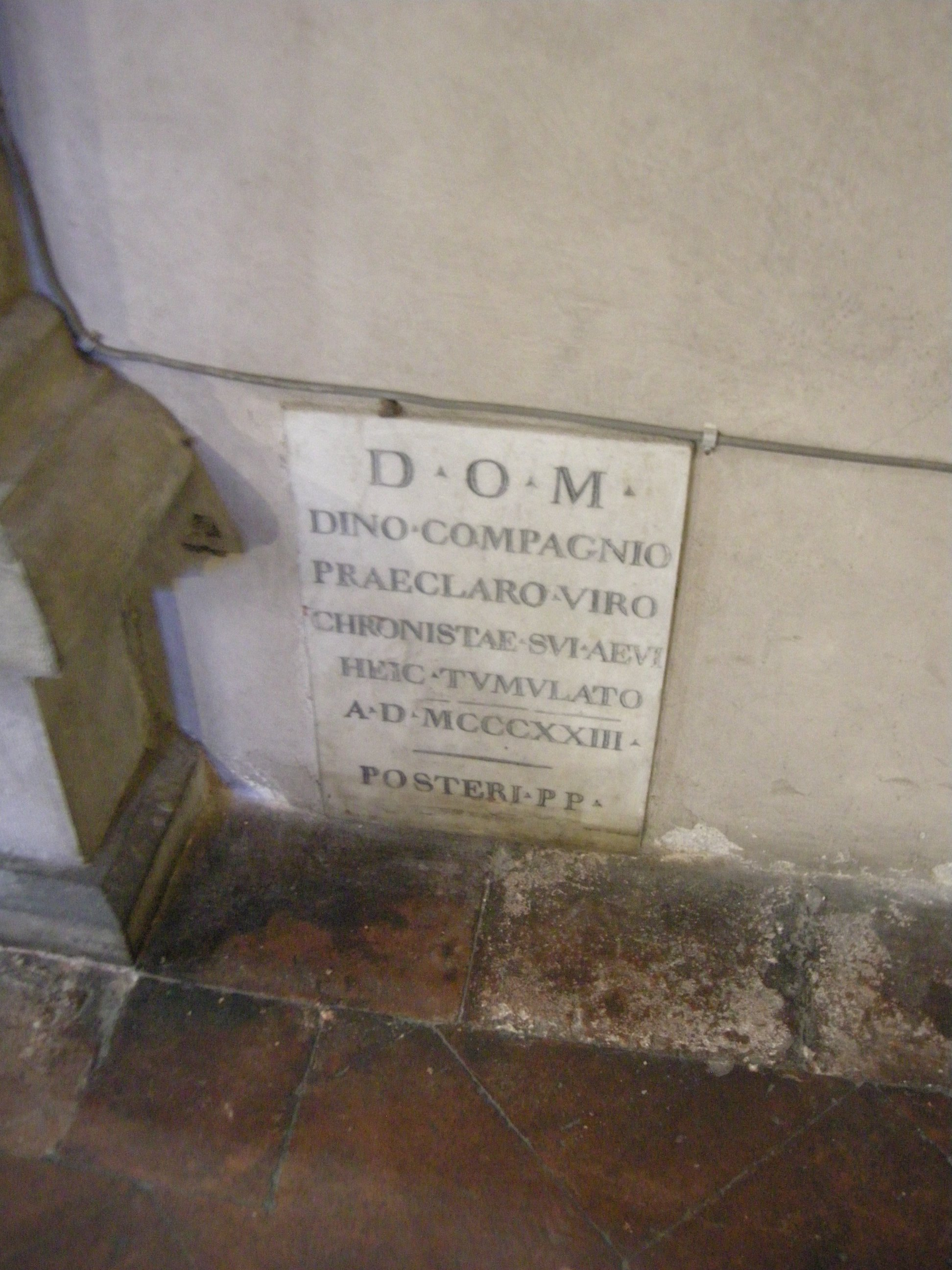
Grabtafel in Santa Trinita. Als Jahreszahl steht 1323, da in Florenz nach dem Calculus Florentinus der Jahreswechsel am 25. März erfolgte.

In der italienischen, aber auch in der deutschen Geschichtswissenschaft des 19. Jahrhunderts wurde der sogenannte „Dino-Streit“ um die Echtheit dieser Chronik geführt. So vertrat Paul Scheffer-Boichorst die Fälschungsthese, wohingegen der Erlanger Historiker und sehr gute Kenner der italienischen Stadtverfassungsgeschichte Karl Hegel für ihre Echtheit plädierte. Die Echtheit der Schrift wurde in der Folgezeit vornehmlich durch die Forschungen von Isidoro Del Lungo bestätigt.
Neben seiner Florentiner Chronik verfasste Dino auch mehrere, teils verlorengegangene Gedichte.
Begraben wurde er in der Familienkapelle in Santa Trinita.

## Ausgaben und Übersetzungen
- Dino Compagni: Cronica delle cose occorrenti ne’ tempi suoi. Hrsg. von Isidoro Del Lungo. In: Rerum Italicarum Scriptores N.S. Bd. 9,2. Città di Castello 1913.
- Dino Compagni: Cronica. Hrsg. von Gino Luzzatto. Turin 1968 (hier online; PDF; 393 kB).
- Dino Compagni’s Chronicle of Florence. Übersetzt von Daniel E. Bornstein. Philadelphia 1986.
- Ida Schwartz (Übersetzerin): Chronik des Dino Compagni von den Dingen, die zu seiner Zeit geschehen sind. Diederichs, Jena 1914 (online und als PDF-Download).